# عمر قتلتوا الرجلة (فلم)
عمر قتلتوا الرجلة (بالإنجليزية: Omar Gatlato) هو فيلم دراما جزائري صدر في سنة 1976، إخراج مرزاق علواش.دخل مهرجان موسكو السينمائي الدولي العاشر حيث فاز بالجائزة الفضية.

## الحبكة
عمر شاب حيوي، جزائري رجولي الذي يحمل وظيفة جيدة في إدارة الاحتيال ويعيش في شقة ضيقة مع أخواته، والدته وأجداده.

## الممثلين
- بوعلام بناني في دور عمر قاتلتو
- عزيز دقة في دور موح سمينة
- فريدة قنانش في دور سلمى
- رابح بوشتال في دور علي كوكوماني
- رابح لشعة في دور حميد مشتاق معريفة
- كريمو بابا عيسى في دور حمان بوفتيكة
- عبدالقادر شاعو في دور نفسه
- ارزقي نابتي في دور العم

## الجوائز
- الميدالية الفضية في موسكو عام 1977
- اختير في أسبوع النقاد في كان في عام 1977
- جائزة في مهرجان كارلوفي فاري السينمائي الدولي في عام 1978

## روابط خارجية
- عمر قتلتوا الرجلة على موقع IMDb (الإنجليزية)
- عمر قتلتوا الرجلة على موقع روتن توميتوز (الإنجليزية)
- عمر قتلتوا الرجلة على موقع قاعدة بيانات الأفلام العربية
- عمر قتلتوا الرجلة على موقع ألو سيني (الفرنسية)
- عمر قتلتوا الرجلة على موقع أول موفي (الإنجليزية)
- عمر قتلتوا الرجلة على موقع فيلمافينيتي (الإسبانية)
- عمر قتلتوا الرجلة على موقع قاعدة بيانات الأفلام السويدية (السويدية)
- عمر قتلتوا الرجلة على موقع قاعدة بيانات الفيلم (الإنجليزية)
- عمر قتلتوا الرجلة على موقع ليتربوكسد (الإنجليزية)
- عمر قتلتوا الرجلة على موقع كينوبويسك (الروسية)